# Барча (комуна)
Барча (рум. Barcea) — комуна у повіті Галац в Румунії. До складу комуни входять такі села (дані про населення за 2002 рік):
- Барча (4679 осіб)
- Подолень (1357 осіб)

Комуна розташована на відстані 181 км на північний схід від Бухареста, 56 км на північний захід від Галаца, 145 км на схід від Брашова.

## Населення
За даними перепису населення 2002 року у комуні проживали 6036 осіб.
Національний склад населення комуни:
| Національність | Кількість осіб | Відсоток |
| -------------- | -------------- | -------- |
| румуни         | 5306           | 87,9%    |
| цигани         | 727            | 12,0%    |
| угорці         | 1              | < 0,1%   |
| болгари        | 1              | < 0,1%   |

Рідною мовою назвали:
| Мова       | Кількість осіб | Відсоток |
| ---------- | -------------- | -------- |
| румунська  | 6035           | > 99,9%  |
| болгарська | 1              | < 0,1%   |

Склад населення комуни за віросповіданням:
| Релігія       | Кількість осіб | Відсоток |
| ------------- | -------------- | -------- |
| православні   | 5953           | 98,6%    |
| п'ятдесятники | 40             | 0,7%     |
| старообрядці  | 21             | 0,3%     |
| адвентисти    | 11             | 0,2%     |
| римо-католики | 1              | < 0,1%   |
| атеїсти       | 1              | < 0,1%   |